# 월하의 공동묘지
《월하의 공동묘지》또는 《기생월향지묘》는 권철휘 감독의 1967년작 대한민국의 영화이다.
강미애, 박노식, 도금봉이 주연으로 출연하였으며, 정애란, 황해, 허장강이 조연으로 출연하였다.
2017년 이 작품을 원작으로 한 영화 《월하》가 제작되었다.

## 줄거리
기생 월하는 명문가의 아들 김한수와 결혼하나 그녀를 못마땅하게 생각하는 계모와 찬모의 간계로 억울한 누명을 쓰고 비명에 죽는다.그리하여 월하의 혼령이 나타나서 찬모와 계모에게 복수한다는 내용의 괴담.

## 배역
|      | 배우   | 역할      | 비고                            |
| ---- | ------ | --------- | ------------------------------- |
| 주연 | 강미애 | 명순/월향 |                                 |
| 주연 | 박노식 | 한수      | '명순/월향'의 애인, 춘식의 친구 |
| 주연 | 도금봉 | 난주      | 찬모                            |
| 조연 | 황해   | 춘식      | '명순/월향'의 오빠              |
| 조연 | 허장강 | 태호      | 가짜의사                        |
| 조연 | 정애란 | -         | -                               |

## 제작진
- 제작: 심준섭
- 기획: 백상기
- 각본: 권철휘
- 촬영: 김재영
- 조명: 양찬종
- 미술: 조경환
- 음악: 김용만
- 편집: 장현수
- 녹음: 양후보
- 특수촬영: 한국특수촬영연구소
- 현상: 한국천연색영화현상소

## 같이 보기
- 《월하》